# MAHA
Die MAHA ist ein deutscher Konzern, der Werkstatt- und Kraftfahrzeugprüfausrüstung herstellt. Sitz der Konzernspitze MAHA Group GmbH und Hauptproduktionsstandort ist Haldenwang (Allgäu).

## Geschichte
Das Kernunternehmen MAHA Maschinenbau Haldenwang GmbH & Co. KG wurde 1969 von Winfried Rauch und Josef Schilling gegründet. Seit 1989 wird am heutigen Standort produziert, 1999 erfolgte die Grundsteinlegung für eine Produktionsstätte in Pinckard, Alabama.
2011 wurde das Unternehmen in eine Stiftung eingebracht. Seit dem 1. April 2013 besteht der Konzern im Wesentlichen in der heutigen Konzernstruktur.

## Geschäftstätigkeit
Zu den Geschäftsfeldern gehören Prüf- und Sicherheitstechnik, Fahrwerks- und Hebetechnik sowie Leistungsprüfung, Diagnose- und Abgasmesstechnik, außerdem die Dienstleistungsbereiche Planung, Training und Service. Im Geschäftsjahr 2019/2020 entfielen vom Konzernumsatz 54,3 % auf Prüftechnik, 28,6 % auf Hebetechnik und 17,1 % auf Ersatzteile und Sonstiges. MAHA ist weltweit in über 150 Ländern aktiv. 77,3 % der Umsätze werden in Europa erzielt, 6,4 % in Nord-, Mittel- und Südamerika, 16,3 % in der übrigen Welt (Stand: 2019/2020). Die Kunden sind Fahrzeughersteller, Prüforganisationen und Werkstätten für die Bereiche Pkw, Nutzfahrzeug, Zweirad und Landmaschinen.

## MAHA Group
Konzernspitze ist die MAHA Group GmbH, Hauptproduktionsgesellschaft die MAHA Maschinenbau Haldenwang GmbH & Co. KG. Beide haben ihren Sitz in Haldenwang. Neben diesen werden weitere drei inländische und 18 ausländische Unternehmen in den Konzernabschluss einbezogen (Stand 31. März 2020). Zur MAHA Group gehören die Marken MAHA, SLiFT, HETRA und ATT.